# Jevgenija Poljakovová
Jevgenija Jevgenijevna Poljakovová (rusky Евгения Евгеньевна Полякова; * 29. května 1983, Moskva) je ruská atletka, která se věnuje nejkratším sprintům. Její specializací je běh na 60 a 100 metrů.

## Kariéra
Jejím prvním úspěchem byla zlatá medaile ze štafety na 4×100 metrů na letní univerziádě 2005 v tureckém İzmiru. Na halovém mistrovství Evropy 2007 v Birminghamu doběhla ve finále na druhém místě v čase 7,18 s. Rychlejší byla jen Belgičanka Kim Gevaertová (7,12 s). V roce 2007 skončila její cesta na mistrovství světa v Ósace v semifinálovém běhu.
Reprezentovala na letních olympijských hrách v Pekingu, kde v semifinálovém běhu zaběhla čas 11,38 s, což na postup do finále nestačilo. Přesto si z olympiády odvezla zlatou medaili. Ruská štafeta na 4×100 metrů ve složení Poljakovová, Alexandra Fedorivová, Julija Guščinová a Julija Čermošanská proběhla cílem jako první v čase 42,31 s. Druhé Belgičanky ztratily 23 setin.
V roce 2009 se stala v Turíně halovou mistryní Evropy v běhu na 60 metrů, když zaběhla ve finále stejný čas jako na halovém ME 2007. Na světovém šampionátu v Berlíně nepostoupila ze čtvrtfinálového běhu do semifinále. Ve finále krátké štafety doběhly Rusky ve stejném složení jako na olympiádě 2008, na čtvrtém místě v čase rovných 43 sekund a se ztrátou 13 setin na bronzové kvarteto domácích Němek. Na halovém MS 2010 v katarském Dauhá doběhla ve druhém semifinálovém běhu (60 m) na 4. místě, což k postupu do osmičlenného finále nestačilo. Po diskvalifikaci LaVerne Jonesové-Ferretteové se posunula o příčku výše.

## Osobní rekordy
- 60 m (hala) – 7,09 s – 8. února 2008, Moskva
- 100 m (dráha) – 11,09 s – 31. července 2007, Tula